# François Guermonprez
Pour les articles homonymes, voir Guermonprez.
François Guermonprez, né 10 mars 1849 à Haubourdin et mort en 12 juillet 1932 à Lille, est un médecin français, professeur à la faculté catholique de Lille et un militant catholique et royaliste, membre de l'Action française.

## Biographie

### Jeunesse et études
François Jules Octave Guermonprez naît à Haubourdin le 10 mars 1849. Son père, François Jules Guermonprez, industriel et pharmacien, est issu d’une grande tradition d’industriels lillois, épurateurs et fabricants d’huile et importateurs de pétrole, et avait épousé Octavie Dumez deux ans auparavant.
De 1860 à 1867, il fait ses études secondaires au Collège de Marcq-en-Barœul, et très vite, se sent attiré par l’étude des sciences médicales. Il intègre l’École Préparatoire de Pharmacie de Lille en 1868. L’année suivante, il est préparateur d’histoire naturelle, puis en 1869-70, préparateur du cours de chimie médicale.
En 1870, il entreprend des études de médecine, troublées par la guerre. Devenu interne titulaire de l’Hôpital Saint-Sauveur de Lille, en 1872, il soutient sa thèse trois ans plus tard, sur la maladie d’Addison, sous la direction du Docteur Duret. À vingt-six ans, il devient docteur en médecine de la Faculté de Paris le 16 décembre 1875. La même année, il devient médecin de la Compagnie des chemins de fer du Nord et participe activement à la fondation de la Faculté catholique de Médecine et de Pharmacie de Lille.

### Professeur à la faculté catholique de Lille
Il est nommé maître de conférences de zoologie médicale et professeur suppléant chargé du cours d'histoire naturelle médicale. Parallèlement, avec ses frères Paul et Octave, pharmaciens, il produit des pansements, antiseptiques, des médicaments et développe une fabrique de boules de gommes médicinales, qu’il exportera en Chine et en Russie.
En 1876, il épouse Angette Marie Richebé, dont il aura deux filles, toutes deux décédées en bas âge.
En 1885, il est nommé professeur titulaire à la Faculté Catholique de Lille. Enseignant la thérapeutique et la matière médicale, il met au point plusieurs procédés restés emblématiques, comme le crin de Florence.
Il est membre fondateur de la Société des Sciences anatomiques et des sciences médicales de Lille, membre des sociétés françaises de botanique et de zoologie, membre correspondant des sociétés de Paris, Bordeaux, Lyon, Liège, Barcelone et de nombreuses autres.

### Publications scientifiques
Il s’intéresse de près à la traumatologie et tout particulièrement aux accidentés du travail : fractures et luxations diverses, fractures du crâne, arrachements de bras, de doigts, plaies par peignes de filature, par coups d’engrenages, par coups de meule, par machine à percer, par écrasement, corps étrangers de la métallurgie, accidents des ouvriers du bois. En 1885, il rassemble la plupart de ses publications sur ces sujets, dans un ouvrage intitulé Pratique chirurgicale des établissements industriels. Il publie également un ouvrage de référence sur la mécanothérapie, où il traite largement la gymnastique médicale et le traitement des fractures. Sa grande œuvre est la chirurgie orthopédique et réparatrice. Hyppolite Larrey, membre de l’Académie de médecine, le qualifie d’ailleurs de chirurgien de l’industrie.
Également chirurgien généraliste, il est salué pour son procédé d’hystérectomie abdominale par Lannelongue, qui le trouve plus simple et plus facile que les méthodes antérieures. Il publie également une petite brochure où il décrit avec minutie un cas de pseudohermaphrodisme masculin.
Dans tous ses écrits, Guermonprez fait une large part à l’histoire de la médecine, écrivant ainsi plusieurs articles sur Ambroise Paré et René-Théophile-Hyacinthe Laennec et consacre un livre à Antoine Béchamp. Guermonprez réorganise le service médico-chirurgical de la Compagnie des chemins de fer du Nord à Fives, et établit un autre service à Hellemmes. Grâce à l’appui et avec l’industriel lillois Etienne Batteur, il crée une maison de secours pour les blessés de l’industrie. Nommé chirurgien chef, il reçoit plus de 1 000 blessés par an et y fait se succéder plus de 150 internes, entre 1893 et 1901.
Attaché à la tradition familiale d‘industriels et profitant des laboratoires des Huiles et Graisses Guermonprez et des Huiles Lambelin-Ternoy-Goube, il publie également une étude sur le papillome des raffineurs de pétrole. En 1902, en pleine campagne de laïcisation, on ferme le service des accidentés du travail et de mécanothérapie, profitant de l’expulsion des pères camilliens (parce qu’ils sont étrangers)[non neutre]. Guermonprez enrage mais crée un nouveau service spécial de chirurgie du travail et de mécanothérapie au 104, boulevard Vauban. Puis, en 1906, après l’expulsion des religieuses du Carmel, il se ruine gaiement[non neutre] pour acquérir le Carmel, 254, rue Nationale, où il crée une clinique de mécanothérapie et de chirurgie des accidentés du travail, aux procédés innovants en France.

### Première Guerre mondiale
Après avoir été mobilisé en 1870, il reprend l’uniforme en 1914, comme médecin major de la première division à l’Hôpital militaire de Cambrai. Il est également mobilisé à l’hôpital de Calais. La clinique souffre alors des bombardements et le matériel est dispersé. En 1921, il reprend ses consultations de mécanothérapie et tente, en vain, de créer un nouveau centre, sa situation financière étant devenue délicate.

### L’institut CRUD

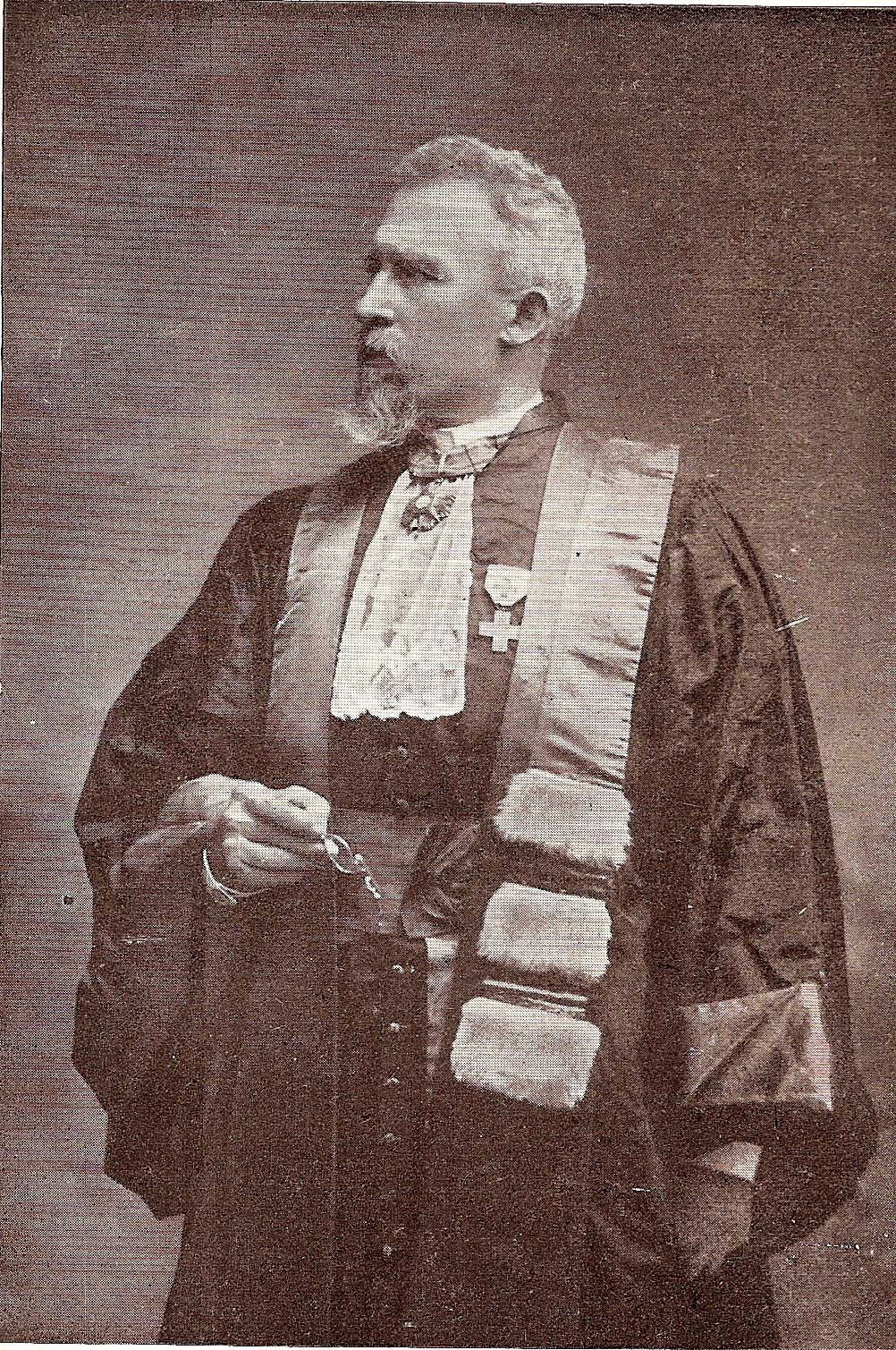
François Guermonprez en tenue officielle.

En 1896, il est nommé directeur scientifique de l’Institut orthopédique Crud à Sens, fondé en 1884 par l’abbé Philipert Crud, un homme charismatique, à la réputation de guérisseur, qui passa une partie de sa vie au Canada pour évangéliser et soigner les indiens, par des méthodes efficaces mais secrètes, découvertes chez les indiens d’Amérique. Guermonprez, encouragé par Monseigneur Louis Baunard, convainc Crud de transférer son centre à Lille, et, le 30 septembre 1896, est posée la première pierre de l’Institut orthopédique du Sacré Cœur.
Cet institut, incompris, est jugé surprenant par ses détracteurs et François Guermonprez se retrouve révoqué de son poste de médecin de la Compagnie des chemins de fer du Nord. La Faculté catholique, elle aussi, se méfie mais ne sanctionne pas le Docteur. L’Institut du Sacré Cœur prospère alors, avec plus de 300 lits, mais des plaintes sont déposées contre Crud pour exercice illégal de la médecine.
En 1919, le bâtiment, transformé en hôpital militaire, est incendié, accidentellement, par un soldat hindou de l’armée anglaise. Il ne sera pas reconstruit.

### L’abbé Lemire
Vers 1910, François Guermonprez mène une lutte acharnée contre l’engagement politique de l’Abbé Lemire, au travers de dix ouvrages. François Guermonprez reproche à l’Abbé Lemire, son engagement politique privilégié à sa foi, ce qui vaudra à Lemire d’être suspendu par l’évêque de Lille en 1914. Dans L’Éveil populaire et Le Clairon des Flandres, Léon Devos, fervent royaliste, ancien élève des facultés catholiques qui dirige les deux journaux et François Guermonprez s’élèvent violemment contre Monseigneur Delamaire, archevêque de Cambrai, et dénoncent son silence pendant la période électorale et son indifférence face aux actions de Lemire.
Le 7 novembre 1911, Monseigneur Delamaire condamne leurs publications et les désavouent. Guermonprez, considéré, peut-être à tort (même si des archives familiales, les archives du diocèse de Cambrai ou de l’Action française, le présentent comme l’éminence grise) comme le fondateur de ces journaux et Devos se tournent alors vers le Vatican et adressent une supplique au Pape Pie X. Le cardinal Merry del Val, qui les considère comme « de bons catholiques », apaise les tensions, les encourage à continuer le combat contre Lemire, mais la publication de L’Éveil populaire et du Clairon des Flandres est stoppée en janvier 1912, le pape leur ordonnant d’être plus pacifistes et d’implorer le pardon de Monseigneur Delamaire, proche de la démission. 
Delamaire, plutôt que de reconnaitre sa responsabilité dans l’affaire et une certaine bienveillance pour Lemire, souhaite le « silence » de François Guermonprez, mais ce dernier continue à faire entendre sa voix et réitère ses attaques contre Lemire dans un journal militant, auquel il est associé, le Nord Patriote, dirigé par son ami Robert Havard de La Montagne, membre actif, comme lui, de l’Action française et ami intime de Charles Maurras.

### La Sapinière
Proche également de Louis Veuillot, François Guermonprez s’illustre aussi en tant que membre du Sodalitium Pianum, organisation secrète, opposée au Modernisme, créée par Monseigneur Benigni, en étroite collaboration avec l’Action française. Cet organisme se définissait comme « un institut séculier dépendant du Saint Siège, pour faire pénétrer dans la masse, les idées et les directives pontificales, pour l’informer de tous les mouvements d’idées culturels, sociaux, politiques du monde, observés d’un point de vue catholique ». L’organisation aurait compté, dès 1912, environ un millier de membres et disposait de relais dans les principaux centres catholiques.
Ces « antennes » étaient dirigées par des personnes cultivées et surtout des catholiques intégraux convaincus, qui se réunissaient, lors de congrès libres, amicaux, appelés les « confiseries ». Vraisemblablement, François Guermonprez animait l’un de ces cercles.

### Les perquisitions et l'affaire des fiches
François Guermonprez sera l’un des grands « fichés », plus de dix pages résumant ses croyances et pratiques religieuses, avec, en première page, la mention : « VALAL : va à l’Église avec un livre ».[réf. nécessaire]
Membre fervent de l’Action française du Nord, François Guermonprez est proche des Jeunesses Royalistes, dirigées par Roger Lambelin, et comme lui, fait l’objet de perquisitions, comme l’attestent plusieurs rapports de police. En 1899, la Jeunesse Royaliste est dénoncée comme responsable d’un complot permanent et public contre la République. Les principaux chefs royalistes, Buffet, Godefroy et de Ramel sont réunis devant le Sénat. Les archives de Buffet révèleront une liste de hauts fonctionnaires et intellectuels, dont la nomination était prévue en cas de succès (Lambelin et Guermonprez y figurent). Les condamnations des trois responsables seront symboliques, mais tous subirent une répression acharnée.

### Fin de vie
François Guermonprez prend sa retraite en 1927, après une vie de luttes, palpitante et mouvementée. Il est décoré officier, puis Chevalier de la Légion d’Honneur en 1915 et en 1924, Chevalier de l’Ordre de Saint-Grégoire-le-Grand, commandeur de l’Ordre Polonia Restituta pour son soutien et son engagement militaire et économique envers la Pologne, Commandeur de l’Ordre de Saint-Sylvestre réformé par Pie X, en 1918, le pape lui-même lui adressant une lettre de louanges. Le 5 janvier 1921, la Belgique lui confère la croix de Chevalier de l’ordre de Léopold.
Ses multiples activités ne l’empêchèrent pas d’être un parent engagé attentif, qui porta toujours intérêt aux études, à la santé de Denis Guermonprez Goube, Henri Guermonprez Flipo, des Richebé, Fauvarque, ou du docteur Delattre, son neveu par alliance, qui lui succéde à l’Action française.
Il décède le 12 juillet 1932, à Lille, à l’âge de 83 ans, dans le plus grand dénuement, après avoir tout légué, dont sa maison lilloise, à l’École des Congrégations (Blanche de Castille).

## Distinctions
- Chevalier de l'ordre de Saint-Grégoire-le-Grand
- Chevalier de la Légion d'honneur

## Archives
François Guermonprez laisse derrière lui plus de 200 ouvrages, une incroyable bibliothèque, une centaine d’articles, des archives reparties entre la faculté libre de Médecine de Lille, le diocèse de Cambrai, les archives départementales du Nord, la bibliothèque municipale de Lille, ou encore la Faculté de médecine de Paris. Son imposant buste en marbre trône aujourd’hui à la Faculté Catholique de Médecine de Lille, au côté de doyens et professeurs illustres.

## Postérité
Le 14 mai 2008 s’est tenue à la Faculté Catholique de Lille, une conférence intitulée « François Guermonprez, précurseur contesté, polémiste acharné », animée par le professeur Jacques Liefooghe, doyen de la Faculté de médecine, le professeur Henri Ducoulombier, ancien pédiatre et historien, membre de la Société d’Histoire de la Médecine et auteur d’un ouvrage sur le baron Pierre-François Percy et Paul-Henry Guermonprez.

## Publications
- Contribution à l'étude de la myosite (1880)
- Simulation des douleurs consécutives aux traumatismes (1881)
- Étude sur les plaies des ouvriers en bois (1883)
- Arrachements dans les établissements industriels (1884)
- Plaies par usure (1884)
- Notes de clinique chirurgicale (1884)
- Le Crin de Florence et sa valeur thérapeutique (1885)
- Curage d'un foyer de gangrène sus-diaphragmatique (1886)
- Il y a lieu d'interdire les séances publiques d'hypnotisme (1888)
- L'Encyclique de 1891 et les maisons de secours pour les blessés de l'industrie (1889)
- Papillôme des raffineurs de pétrole (1890)
- Un Mot sur Laënnec (1892)
- L'actinomycose en Flandre (1892)
- Autoplastie de la main (1893)
- Actinomycose (1894)
- Études sur les fractures indirectes dorsales & dorso-lombaires de la colonne vertébrale (1902)
- Luxation congénitale de la hanche, simples aperçus (1904)
- Critiques et controverses sur la gymnastique des convalescents après les fractures des membres... (1905)
- Ce que dit l'abbé Lemire quand surgit la doctrine ou la discipline (1910)
- Par où s'effectue la décadence du Lemirisme (1910)
- M. l'abbé Lemire à côté des laïcisateurs (1911)
- Études sur le Lemirisme (1912)
- Ce que devient le Lemirisme (1912)
- Avoir droit au remède le meilleur (1912)
- Au congrès médical franco-polonais de Varsovie (1921)
- Béchamp (1927)
- Recherches sur les vicissitudes de la liberté en médecine depuis Louis XV jusqu'à nos jours (1928)
- Études médicales autour de la loi du 5 avril 1928 relatives aux assurances sociales (1928)